# Cryptel
Cryptel était un groupe de hackers et de phreakers français des années 1990, et le nom du magazine électronique underground publié par ce même groupe.

## Le magazine
Le groupe Cryptel sort le premier numéro de son magazine électronique au mois de novembre 1998, et les trois suivant s'échelonneront jusqu'au mois de mai 1999. À la suite de l'arrestation de membres du groupe, la parution du magazine est arrêtée. Le groupe Cryptel et son magazine sont brièvement cités dans l'article consacré à l'histoire de la scène underground française paru dans le soixante-quatrième numéro du magazine électronique Phrack, daté du 27 mai 2007.

### Cryptel Magazine #1 (novembre 1998)
Dès le premier numéro, le ton est donné : nouvel esprit, résolument underground et tourné vers l'innovation, mais prenant sa source dans les pratiques de l'ancienne école, et marquant un profond respect pour les personnes ayant précédé le groupe dans le milieu underground. L'éditorial affiche d'entrée la couleur : le magazine Cryptel se veut underground et novateur, à l'encontre des médiocres productions de l'époque, où de nombreux soi-disant hackers allaient jusqu'à plagier des articles et des travaux publiés par d'autres, et ce dans l'unique but d'être diffusé sur Madchat.org.
L'éditorial clame que le groupe Cryptel entend suivre l'exemple des précurseurs, ceux qui commandent, ceux qui inventent, mais aussi ceux qui savent allier savoir et délire. L'adresse électronique hébergée par Altern.org immédiatement suivie d'une citation extraite de L'Encyclopédie du savoir relatif et absolu confortent également le lecteur dans l'idée qu'il s'agit-là d'un magazine intelligent, et que ses auteurs veulent indéniablement ancrer dans la tradition des magazines électroniques édités par le milieu underground hacker, en alliant refus de la mercantilisation du web et Science-Fiction.
Et le contenu du magazine confirme tout cela. Il commence en effet par un article décrivant la construction d'un micro-espion, suivi d'un article traitant du trashing, tactique de récupération d'information consistant à fouiller les poubelles de certaines entreprises dans le but d'y trouver des informations exploitables dans le cadre d'activités de hacking et/ou de phreaking.
Le phreaking est d'ailleurs une discipline très présente dans le magazine, puisqu'en plus d'un intéressant dossier sur les écoutes téléphoniques perpétrées par les services de renseignement français, il contient également un article décrivant les bases du réseau téléphonique commuté, une technique pour faire passer les connexions vers un fournisseur d'accès à Internet par une black box (montage électronique permettant à l'appelant de ne pas payer l'appel téléphonique), un article traitant de l'histoire de la blue box, des directives pour adapter un émetteur-récepteur radio à une ligne téléphonique (pour simuler une téléphonie mobile à l'intérieur du périmètre de portée de l'émetteur), une idée pour frauder le système d'activation des lignes de l'opérateur de téléphonie cellulaire Itineris, et enfin un scan du PABX d'un numéro vert appartenant à EDF, véritable annuaire des numéros des boites vocales hébergées par le PABX (dont certaines étaient utilisées frauduleusement par d'autres phreakers).
On trouve également un laconique article de quelques lignes, se limitant pratiquement à un lien vers le fichier des mots de passe d'un fournisseur d'accès à Internet américain, ainsi qu'un article constitué d'un rapport de conversation IRC dont les interlocuteurs parlent de l'utilisation d'un proxy pour se connecter à un serveur IRC, permettant un certain anonymat vis-à-vis des autres connectés ainsi qu'un moyen de passer outre un bannissement en changeant d'adresse IP. Cela met un peu de hacking dans le magazine, lui donnant un côté inter-disciplinaire assez intéressant. Ajouté aux nombreuses invitations à rejoindre le canal IRC du groupe Cryptel, cela montre également son attachement aux us et coutumes du milieu underground, dans la mesure où l'utilisation d'IRC en tant qu'outil de communication se révèle être une tendance lourde et durable depuis bien avant la création du magazine.
Le dernier article, traitant des techniques d'hypnose, donne un côté décalé à ce magazine. Cette ouverture d'esprit était l'une des clefs de la réussite de Noway quatre ans auparavant, et on la retrouvera tout au long des numéros de Cryptel.
Ce numéro se termine par une courte conclusion en forme d'invitation à contribution et de remerciements à différentes personnes et groupes du milieu underground.